# عيون أخبار الرضا
كتاب عيون أخبار الرضا ، للشيخ الصدوق أبي جعـفر محمّـد بن علي بن الحسين ابن بابويه القمّي المتوفّى سنة 381 هـ، كتبه للوزير الصاحب بن عبّاد.عن سبب تأليفه يقول الصدوق في مقدمة الكتاب:
و هو كتاب حديثي مهم، يعدّ مصدراً أساسياً لمعرفة أحوال وسيرة وأخبار الإمام الثامن لدى الشيعة أبي الحسن عليّ بن موسى الرضا  (148 ـ 203 هـ.)؛ إذ اشتمل على ما ورد مسنداً عنه من روايات في الأحكام والأخلاق، وما تناول شؤون الحياة كافّة، ومسائل جمّة ونكات مهمّة، علمية وتاريخية وفقهية وكلامية وأدبية في جزئين احتويا على تسعةٍ وستّين باباً.

## منهج المؤلف
تدرج المؤلّف في عرضه العام وفهرسته الشامل لتاريخ الإمام الرضا ـ بعد بيانه العلّة الّتي من أجلها سمي الإمام بالرضا ـ منذ ولادته ونشأته، وأخبار إمامته، جملة وتفصيلا، وحتّى وفاته ومدفنه ومراثيه، وثواب زيارة قبره، وبعض كراماته، مضافاً إلى ما يتخلل ذلك من حديث الإمامة والنصوص الدالّة على إمامته، وتفنيد مزاعم الواقفة بالبحث عن أسباب الوقف، وعلّة بقاء جماعة من الواقفة على مقالتهم.
ثمّ ما جاء عن الإمام من الأخبار، وفيها طائفة من مروياته عن آبائه (عليهم السلام)في مختلف الحِكَم والأحكام، والسنن والآداب، وذكر مجالسه مع أهل الأديان، وأرباب المقالات والفرق ممّن كان البلاط المأموني يجمعهم، أو يستدعيهم للمحاججة، وما صدر عنه في بعض حكم التشريع، كأجوبة مسائل محمّد بن سنان، ومسائل الفضل بن شاذان، وحقيق بالثانية أن تعد رسالة بمفردها.
ولمنزلته العلمية كتبت له عدّة شروح وعليه عدّة تعليقات قيّمة.

## أهمية الكتاب
عيون اخبار الرضا له مكانة خاصة في المصادر الروائية ومجموعة أحاديث الشيعة.و العديد من الكتب القيمة الشيعية كبحار الأنوار تشير اليه ومدحه ميرداماد أحد كبار الفلاسفة في أصفهان بقوله:
عيون أخبار الرضا صيقل تجلو عن القلب صداء الكرب‌
لم يبد للدهر نظيرا لها لناظر في الشرق والغرب‌
و كل فن في أساليبها يكفيك في تخلية السرب‌
كالشمس من نور الهدى مشرق بالسلم يقضي وطر القلب‌
لقد ذكر المؤلف عصمة الأنبياء في هذا الكتاب، ولولا الروايات التي قد وردت في هذا الكتاب عن عصمة الأنبياء وردود الإمام علي بن موسى الرضا لشبهات مأمون والنقاد والباحثين من مختلف الطوائف حول العصمة، لبقى موضوع عصمة الأنبياء في غموض.

## الشروح
لقد كتبت له عدة شروح وتعليقات فمنها:
- شرح علي أصغر بن سيد حسين حكيم بن سيد علي شوشتري
- شرح محمد علي حزين بن شيخ أبو طالب الزاهدي الكيلاني
- شرح سيد نعمت الله الجزائري
- شرح مولى هادى البنابى.[3]

## التراجم
| - ترجمة محمد صالح بن محمد باقر القزويني. - ترجمة السيد جليل ميرزا ذبيح الله بن الميرزا هداية الله. - ترجمة عيون أخبار الرضا للمولى على بن طيفور البسطامى. - ترجمة السيد علي بن محمد بن أسد الله الإمامي. - ترجمة الشيخ محمد تقي بن محمد باقر الأصفهاني. | - ترجمة عيون أخبار الرضا بقلم كاشف النقاب. - ترجمة عيون أخبار الرضا، اسمه «بركات المشهد القدس». - ترجمة عيون أخبار الرضا لبعض أفاضل المشهد الرضوي، ألفّه بأمر مجتهد العصر مروج الدين محمد ابن السيد دلدار على النقوي النصير آبادي اللكهنوي. - ترجمة خطبة الرضا في التوحيد، ويقال له: «توحيد الرضا». ترجمه إلى الفارسية العلامة المجلسي. وترجمة حديث رجاء ابن أبي الضحاك للعلامة المجلسي أيضاً. |

## اقرأ أيضًا
- الكتب الأربعة
- الحديث عند الشيعة
- توحيد المفضل